# Бедігошть
Бедігошть (чеськ. Bedihošť) — село, розташоване в Оломоуцькому краї, округ Простейов. Перша письмова згадка про село датується 1275 роком. У селі є залізнична станція та колишній цукровий завод. У селі живе понад 1000 жителів.

## Галерея

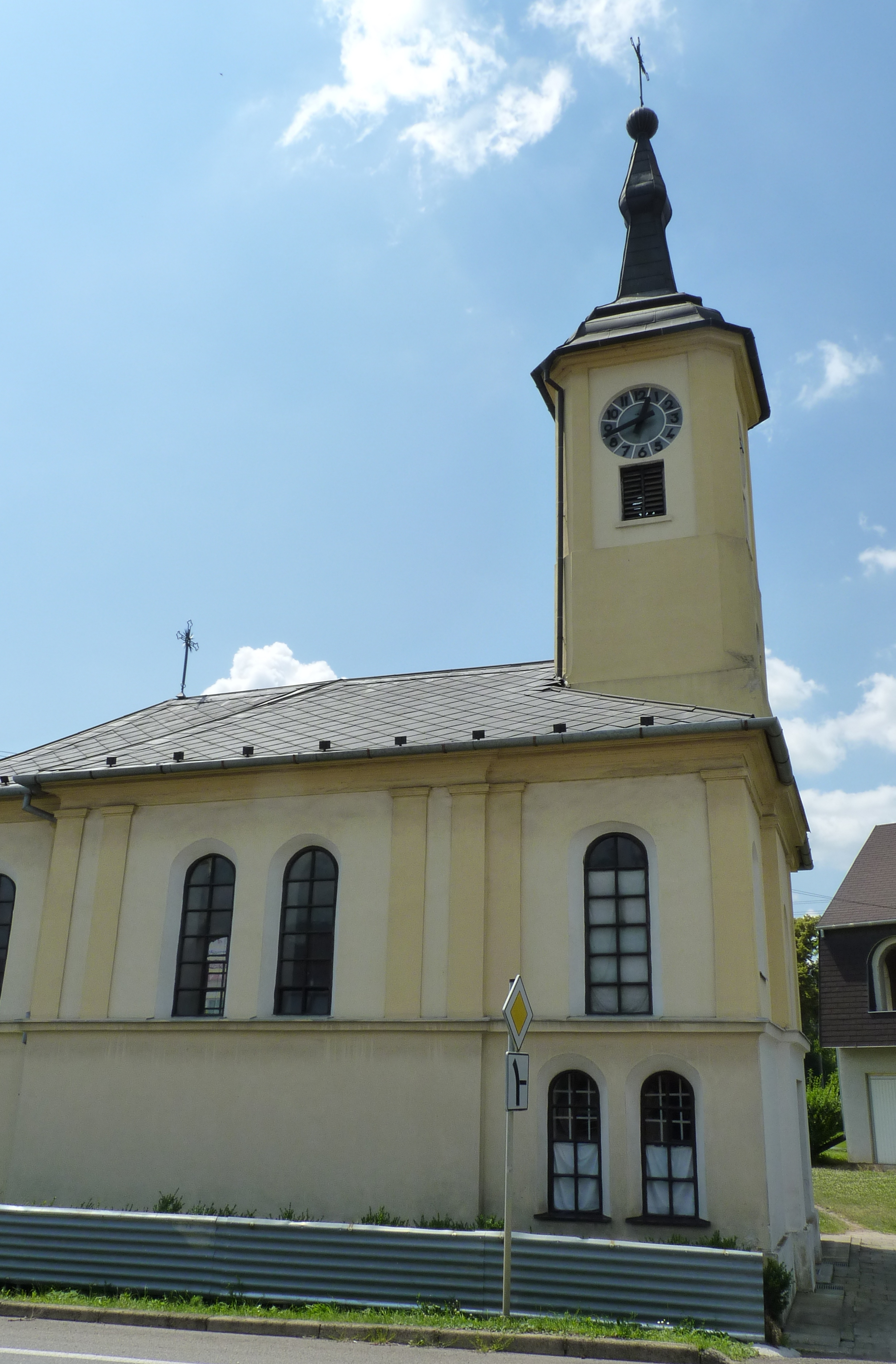
Каплиця святого Флоріана
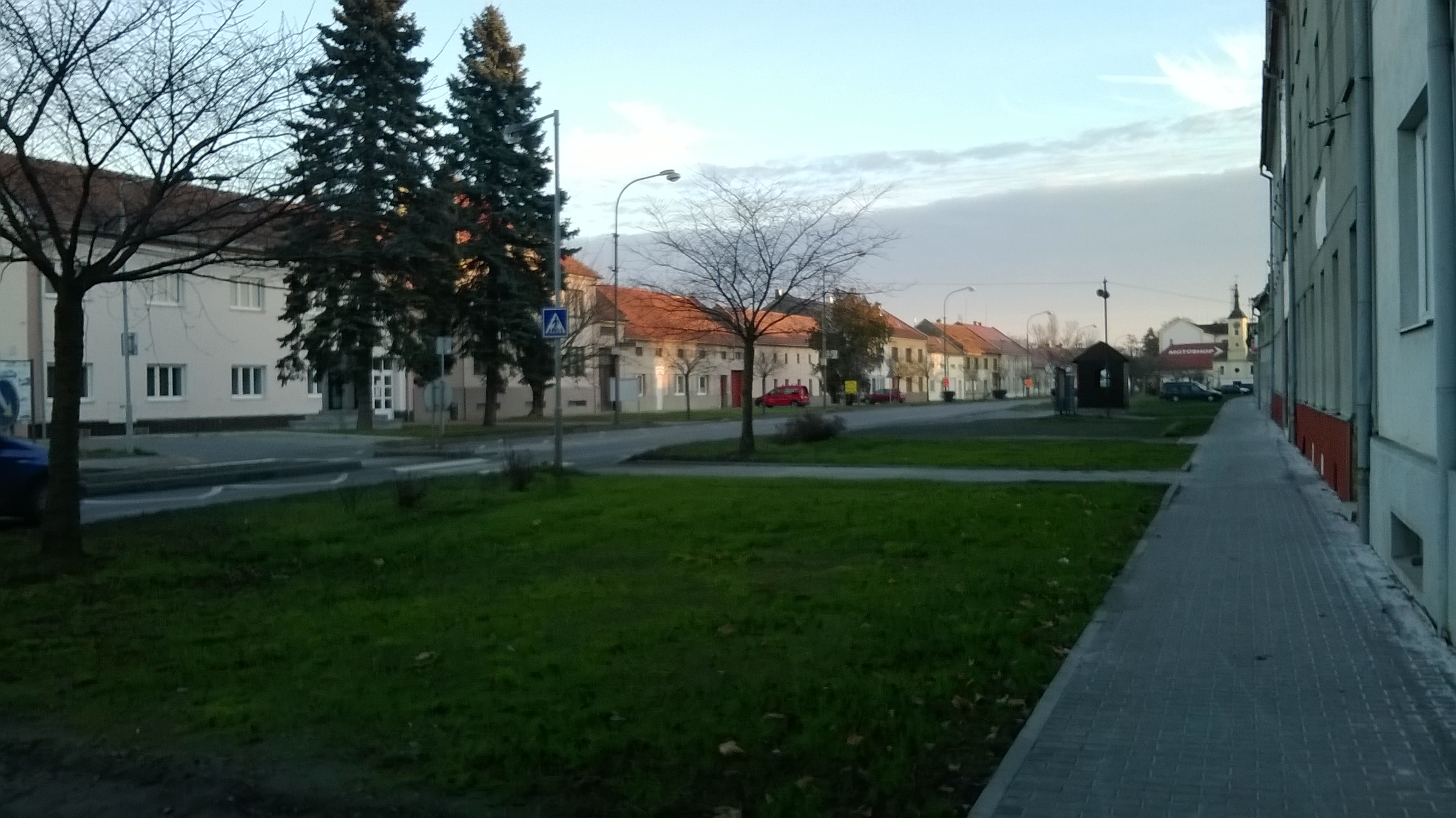
Центральна вулиця села
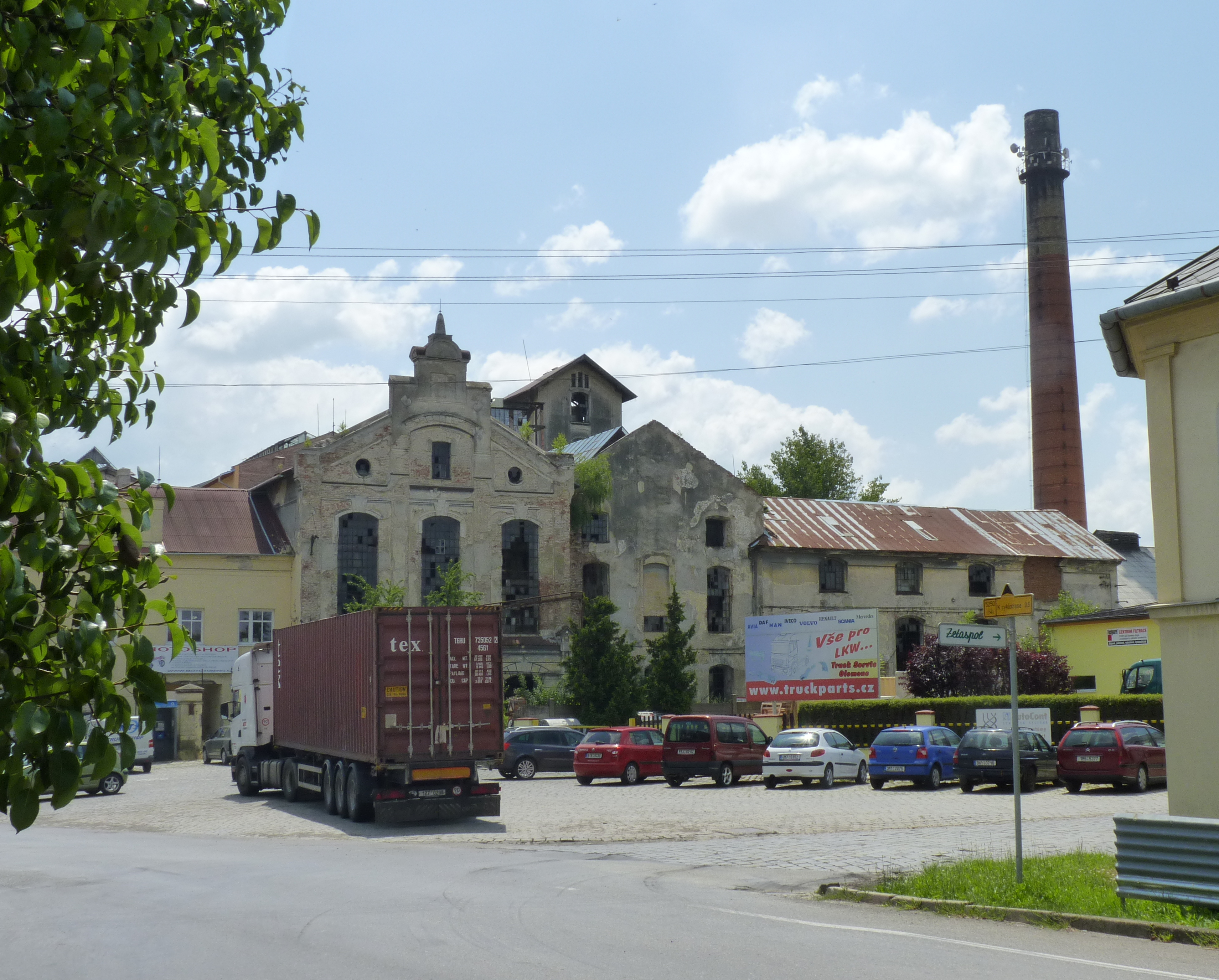
Цукровий завод
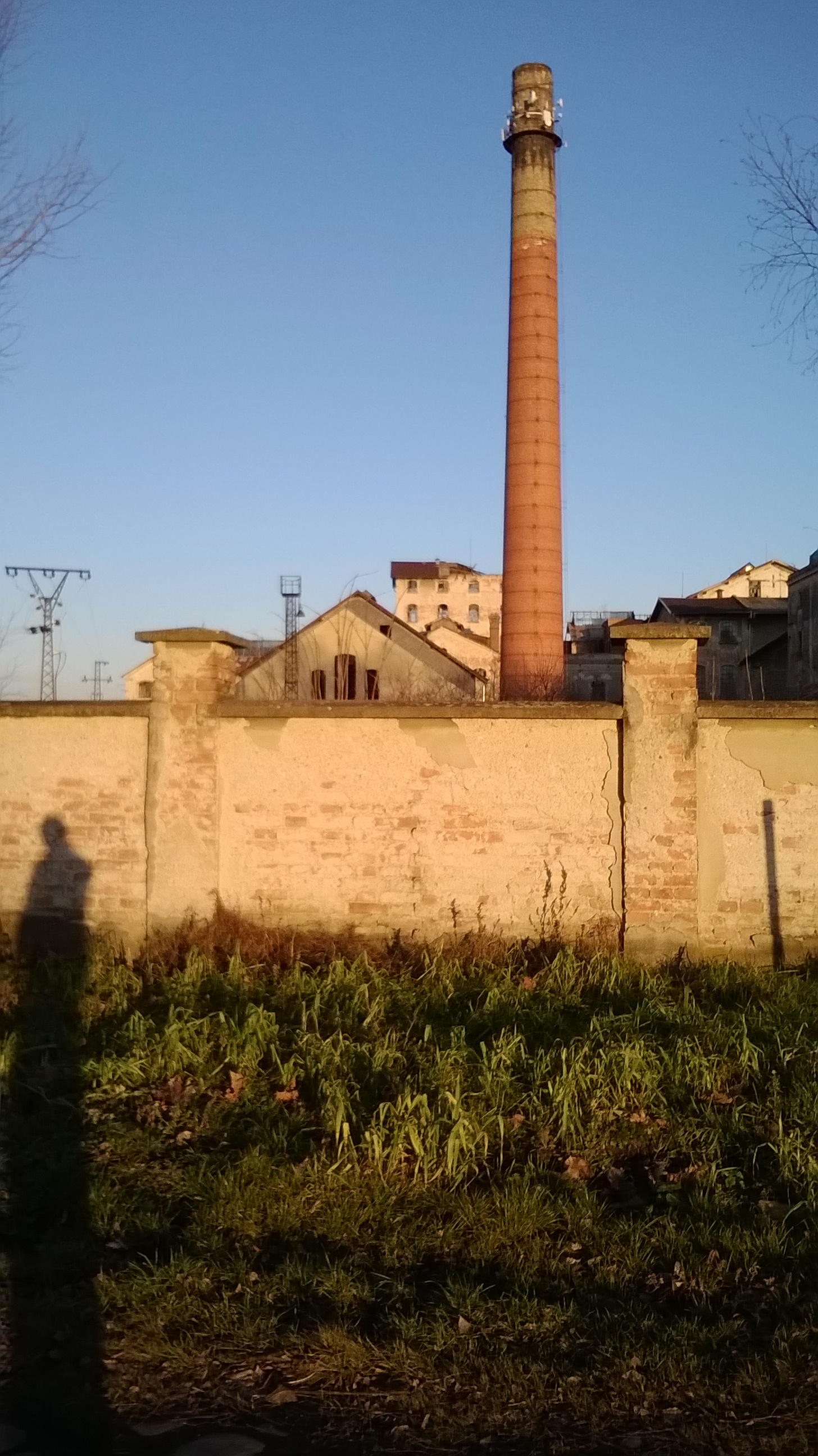
Димова труба цукрового заводу
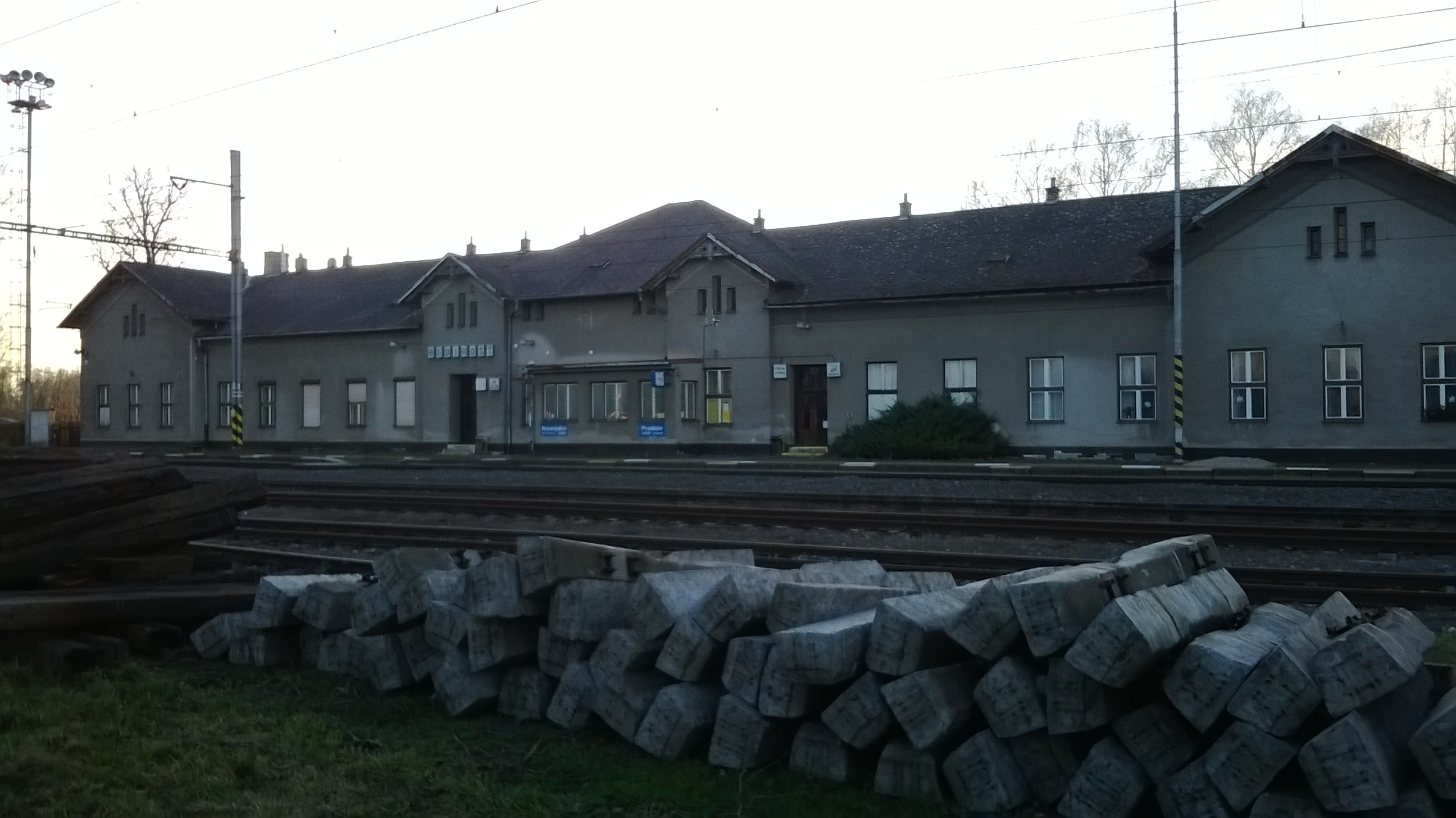
Залізничнна станція